# Cascina Villarossa
La Villarossa è una cascina sita nel comune lombardo di Casaletto Lodigiano. Costituì un comune autonomo fino al 1870.

## Storia
La Villarossa era centro di un territorio comunale che comprendeva anche la frazione di Mairano.
In età napoleonica (1809-16) Villarossa fu frazione di Salerano, recuperando l'autonomia con la costituzione del Regno Lombardo-Veneto.
All'Unità d'Italia (1861) il comune contava 458 abitanti.
Nel 1870 il comune di Villarossa fu soppresso e aggregato al comune di Casaletto Lodigiano.